# Krępa (Lubusz)
Krępa is een plaats in het Poolse district  Zielonogórski, woiwodschap Lubusz. De plaats maakt deel uit van de gemeente Zielona Góra en telt 671 inwoners.